# Exarcado apostólico de los Santos Cirilo y Metodio de Toronto
La exarcado apostólico de los Santos Cirilo y Metodio de Toronto de los eslovacos (en latín: Exarchatus Apostolicus Sanctorum Cyrilli et Methodii Torontini Slovachorum ritus Byzantini, en eslovaco: svätých Cyrila a Metoda pre Slovákov byzantského obradu v Toronte y en inglés: Apostolic Exarchate of Ss. Cyril and Methodius for Slovaks of the Byzantine Rite in Canada) es una circunscripción eclesiástica de la Iglesia católica en Canadá. Se trata de un exarcado apostólico greco-católica eslovaco, sufragáneo de la archieparquía de Pittsburgh. Desde el 15 de enero de 2011 es sede vacante y su administrador apostólico es el obispo Kurt Richard Burnette.

## Territorio y organización

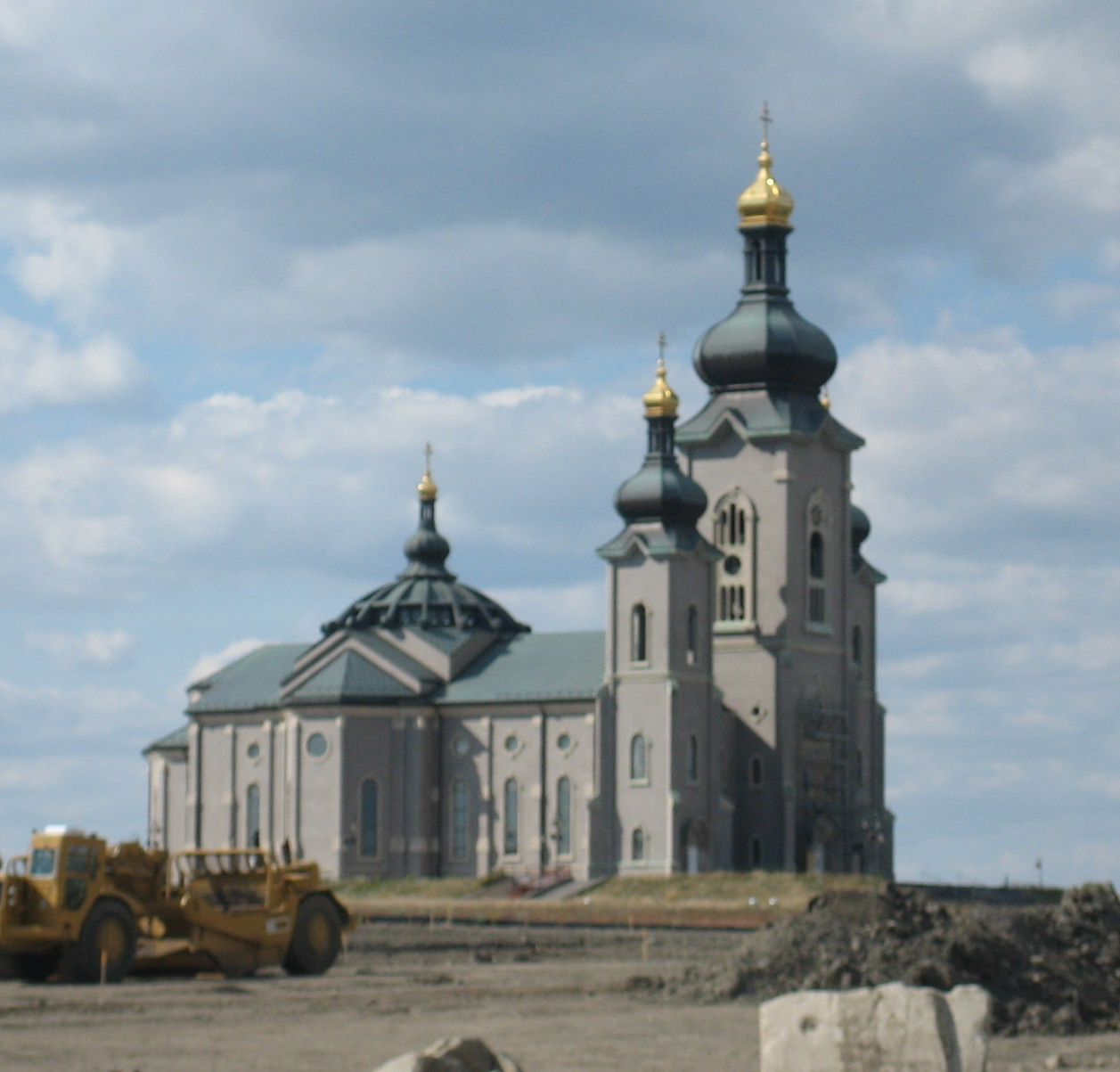
El edificio de la excatedral de la Trasfiguración, en fase de completamiento

El exarcado apostólico tiene 9 984 670 km² y extiende su jurisdicción sobre los fieles católicos de rito bizantino eslovaco residentes en Canadá. Tiene a su cuidado pastoral también los fieles de rito bizantino ruteno.
La sede del exarcado apostólico se encuentra en la ciudad de Unionville (un suburbio de Toronto), en donde se halla la Catedral de la Natividad de la Madre de Dios.
En 2020 en el exarcado apostólico existían 4 parroquias:
- Cathedral of the Nativity of Mother of God en Toronto (Ontario), incluyendo la Cathedral Mission church en Thornhill (Ontario)
- Assumption of the Blessed Virgin Mary Slovak Byzantine Catholic Church (Katolícka Cerkov Usnutia Bohorodicky) en Hamilton (Ontario)[3]
- St. Michael the Archangel Slovak Byzantine Catholic Church en Windsor (Ontario)
- Protection the Mother of God en Oshawa, un suburbio de Toronto (Ontario)
- Slovak Byzantine Catholic Parish of the Ascension en Montreal (Quebec)

## Historia
La primera oleada inmigratoria eslovaca a Canadá tuvo lugar entre 1923 y 1939, mientras que la segunda oleada ocurrió entre 1948 y 1953 y la tercera en 1968 durante la invasión soviética a Checoslovaquia.
Escapando de la persecución religiosa comunista en Checoslovaquia, en 1951 arribó a Canadá el sacerdote estadounidense de padres eslovacos, Michael Rusnak, quien junto con fray Ludovit Minya lograron el establecimiento de parroquias eslovacas bizantinas en Toronto, Hamilton, Oshawa, Montreal y Welland, dependientes de la Iglesia greco-católica ucraniana. En 1957 Rusnak fue nombrado deán de las parroquias eslovaco-bizantinas de la eparquía greco-católica ucraniana de Toronto.
El 25 de agosto de 1964 Michael Rusnak fue designado obispo titular de Zernico, auxiliar de la eparquía greco-católica ucraniana de Toronto y visitador apostólico para los eslovacos de rito bizantino en Canadá. El 2 de enero de 1965 fue consagrado obispo.
La eparquía fue erigida el 13 de octubre de 1980 mediante la bula Apostolicae Sedis del papa Juan Pablo II, siendo nombrado Rusnak como su primer eparca. El 28 de febrero de 1981 Rusnak fue entronizado en la iglesia St. Nicholas en Toronto.

Apostolicae Sedis, studiosissime in spiritale omnium fidelium bonum intentae, mos est, cum tempus necessitasque postulat, in variis orbis terrarum locis Eparchias constituere constitutasque ita tueri, ut et ipsis Christifidelibus ritum Byzantinum profitentibus faveat in eoque servando congruenter auxilietur. Hac de causa, quo magis in dies Christianus foveatur progressus Slovachorum fidelium ritus Byzantini in Canadia degentium curaque Visitatoris Apostolici usque in praesens fruentium, existimamus iis magis consentanea ratione esse consulendum, neque aliter ceteroquin sentimus de memorato Visitatore Apostolico, qui, adhuc Episcopus Ecclesiae titulo Tzernicensis, ipse primus erit eorum sacrorum Antistes plenoque iure pastor. Nos igitur hisce nunc Litteris de plenitudine potestatis Nostrae Apostolicae pro omnibus fidelibus Slovachis ritus Byzantini in Canadiensi Natione commorantibus Eparchiam Sanctorum Cyrilli et Methodii, cuius illic sedes erit in urbe Toronto, condimus eamque Apostolicae huic Sedi immediate obnoxiam esse volumus sicque iubemus. Denique has Apostolicas Litteras nunc et in posterum ratas esse Nos certe volumus, contrariis quibuslibet haud obstantibus.

Durante su visita a Canadá el 15 de septiembre de 1984 el papa Juan Pablo II bendijo la piedra angular y el altar de la catedral de la Transfiguración de Nuestro Señor en Markham, un suburbio de Toronto, en un lugar llamado desde entonces Cathedraltown. La catedral había comenzado a construirse a principios de 1984. Sin embargo, luego surgieron algunos desacuerdos entre John Stephen Pazak y la fundación (Slovak Greek Catholic Church Foundation) propietaria del gigantesco edificio, aún en proceso de finalización. En 2006 el eparca trasfirió la catedral a la iglesia de Santa María (St. Mary's) en espera de llegar a un acuerdo con la fundación, mientras que la excatedral quedó cerrada al público hasta 2016 cuando fue reabierta para el culto de la Iglesia greco católica melquita.
El 2 de diciembre de 2000 el papa Juan Pablo II designó como eparca al estadounidense de rito bizantino ruteno John Stephen Pazak, quien el 7 de mayo de 2016 fue transferido por el papa Francisco a la eparquía de Santa María del Patrocinio en Phoenix de la Iglesia católica bizantina rutena en los Estados Unidos.
El 28 de junio de 2008 la Holy Ghost Slovak Byzantine Catholic Parish en Welland fue discontinuada.
El 3 de marzo de 2022 la eparquía fue reducida al rango de exarcado apostólico, que al mismo tiempo pasó a estar bajo la jurisdicción de la Iglesia greco-católica rutena, sin variar su pertenencia a la Iglesia greco-católica eslovaca. Aunque en el Boletín de la Santa Sede no fue explicado el tipo de exarcado el 15 de marzo de 2022 fue publicada la Variazioni all'Annuario Pontificio 2022 con el título de «nuevo exarcado apostólico», especificando que pasó a ser sufragáneo de la archieparquía de Pittsburgh.

## Estadísticas
Según el Anuario Pontificio 2021 la entonces eparquía tenía a fines de 2020 un total de 3850 fieles bautizados.
| Año                                                                             | Población            | Población | Población      | Sacerdotes | Sacerdotes    | Sacerdotes    | Bautizados por sacerdote | Diáconos permanentes | Religiosos | Religiosos | Parroquias |
| Año                                                                             | Bautizados católicos | Total     | % de católicos | Total      | Clero secular | Clero regular | Bautizados por sacerdote | Diáconos permanentes | Varones    | Mujeres    | Parroquias |
| ------------------------------------------------------------------------------- | -------------------- | --------- | -------------- | ---------- | ------------- | ------------- | ------------------------ | -------------------- | ---------- | ---------- | ---------- |
| 1990                                                                            | 30 000               | ?         | ?              | 17         | 17            |               | 1764                     |                      |            |            | 21         |
| 1999                                                                            | 20 000               | ?         | ?              | 8          | 5             | 3             | 2500                     |                      | 3          |            | 8          |
| 2000                                                                            | 20 000               | ?         | ?              | 9          | 5             | 4             | 2222                     |                      | 4          |            | 8          |
| 2001                                                                            | 7500                 | ?         | ?              | 8          | 4             | 4             | 937                      |                      | 4          |            | 8          |
| 2002                                                                            | 1500                 | ?         | ?              | 8          | 4             | 4             | 187                      |                      | 4          |            | 7          |
| 2003                                                                            | 5000                 | ?         | ?              | 7          | 4             | 3             | 714                      |                      | 3          |            | 7          |
| 2004                                                                            | 5000                 | ?         | ?              | 7          | 4             | 3             | 714                      |                      | 3          |            | 7          |
| 2009                                                                            | 2500                 | ?         | ?              | 8          | 6             | 2             | 312                      |                      | 2          |            | 6          |
| 2010                                                                            | 2400                 | ?         | ?              | 6          | 4             | 2             | 400                      |                      | 2          |            | 6          |
| 2014                                                                            | 4800                 | ?         | ?              | 5          | 5             |               | 960                      |                      | 2          |            | 5          |
| 2017                                                                            | 3975                 | ?         | ?              | 5          | 5             |               | 795                      |                      |            |            | 4          |
| 2020                                                                            | 3850                 | ?         | ?              | 4          | 4             |               | 962                      |                      |            |            | 4          |
| Fuente: Catholic-Hierarchy, que a su vez toma los datos del Anuario Pontificio. |                      |           |                |            |               |               |                          |                      |            |            |            |

## Episcopologio
- Michael Rusnak, C.SS.R. † (13 de octubre de 1980-11 de noviembre de 1996 retirado)
  - John Fetsco, C.SS.R. (22 de noviembre de 1996-2 de diciembre de 2000) (administrador apostólico)
- John Stephen Pazak, C.SS.R. (2 de diciembre de 2000-7 de mayo de 2016 nombrado eparca de la eparquía de Santa María del Patrocinio en Phoenix)
  - John Stephen Pazak, C.SS.R., (7 de mayo de 2016-5 de julio de 2018) (administrador apostólico)
- Marián Andrej Pacák, C.SS.R. (5 de julio de 2018-20 de octubre de 2020 renunció)
  - Kurt Richard Burnette,[16] desde el 20 de octubre de 2020 (administrador apostólico)